# Натаніель Аджей
Натаніе́ль Адже́й (англ. Nathaniel Adjei; нар. 21 серпня 2002, Теші) — ганський футболіст, захисник французького клубу «Лор'ян» і збірної Гани.

## Клубна кар'єра
Почав займатися футболом в юнацькій команді «Данборт» з Аккри у віці 13 років. Також виступав за команду в Першому дивізіоні чемпіонату Гани.
13 серпня 2021 року на правах оренди перейшов у шведський «Гаммарбю Таланг». Дебютував за клуб у Першій лізі Швеції (3-ій дивізіон) 11 вересня в поєдинку проти «Сандвікена», вийшовши у стартовому складі. За час оренди взяв участь у 22 матчах.
11 липня 2022 року підписав повноцінний чотирирічний контракт з основною командою «Гаммарбю». 17 вересня дебютував за клуб в матчі Аллсвенскан з «Геккеном», вийшовши на поле з перших хвилин, але відзначився автоголом. 14 травня 2023 року відзначився першим голом за «Гаммарбю» у матчі чемпіонату Швеції проти «Юргордена». 27 липня 2023 року дебютував в єврокубках, вийшовши в стартовому складі в поєдинку другого кваліфікаційного раунду Ліги конференцій УЄФА проти «Твенте».
27 січня 2024 року перейшов на правах оренди у французький клуб «Лор'ян» до кінця сезону з опцією викупу. 28 січня дебютував за клуб у поєдинку Ліги 1 з «Гавром», замінивши Паноса Кацеріса. Всього за час оренди провів 15 поєдинків за клуб у Лізі 1. 
По завершенні оренди, 15 червня 2024 року перейшов в «Лор'ян», що за підсумками попереднього сезону понизився до Ліги 2. 24 серпня в матчі проти «Гренобля» дебютував у Лізі 2.

## Кар'єра в збірній
Виступав за збірні Гани до 17 і до 20 років. У збірній 17 років виконував роль віце-капітана. У січні 2019 року у 16 років потрапив до заявки збірної до 20 років на юнацький Кубок Африки. На турнірі провів одну зустріч на груповому етапі проти Малі. У лютому 2021 року в складі збірної також брав участь в юнацькому Кубку африканських націй, де зіграв усі матчі групового етапу, втім перед початком раунду плей-оф отримав травму коліна і вибув з турніру, на якому його збірна стала переможцем, здолавши у фіналі Уганду.
2023 року почав виступати за олімпійську збірну Гани, за яку дебютував 25 червня 2023 року в поєдинку проти Конго.
18 березня 2024 року вперше викликаний до збірної Гани головним тренером Отто Аддо для участі в товариських матчах проти збірних Нігерії та Уганди. 18 листопада 2024 року в поєдинку кваліфікації Кубка африканських націй 2025 проти збірної Нігера дебютував за збірну Гани, вийшовши в стартовому складі.

## Статистика виступів

### Клубна статистика
Станом на 1 листопада 2024 
| Клуб              | Сезон             | Чемпіонат         | Чемпіонат | Чемпіонат | Кубок | Кубок | Єврокубки | Єврокубки | Всього | Всього |
| Клуб              | Сезон             | Дивізіон          | Матчі     | Голи      | Матчі | Голи  | Матчі     | Голи      | Матчі  | Голи   |
| ----------------- | ----------------- | ----------------- | --------- | --------- | ----- | ----- | --------- | --------- | ------ | ------ |
| Гаммарбю Таланг   | 2021              | Еттан             | 8         | 0         | 0     | 0     | —         | —         | 8      | 0      |
| Гаммарбю Таланг   | 2022              | Еттан             | 14        | 0         | 0     | 0     | —         | —         | 14     | 0      |
| Гаммарбю Таланг   | Всього            | Всього            | 22        | 0         | 0     | 0     | 0         | 0         | 22     | 0      |
| Гаммарбю          | 2022              | Аллсвенскан       | 3         | 0         | 1     | 0     | —         | —         | 4      | 0      |
| Гаммарбю          | 2023              | Аллсвенскан       | 21        | 1         | 5     | 0     | 2         | 0         | 28     | 1      |
| Гаммарбю          | Всього            | Всього            | 24        | 1         | 6     | 0     | 2         | 0         | 32     | 1      |
| → Лор'ян          | 2023–24           | Ліга 1            | 15        | 0         | 0     | 0     | —         | —         | 15     | 0      |
| Лор'ян            | 2024–25           | Ліга 2            | 9         | 0         | 0     | 0     | —         | —         | 9      | 0      |
| Лор'ян            | Всього            | Всього            | 24        | 0         | 0     | 0     | 0         | 0         | 24     | 0      |
| Всього за кар'єру | Всього за кар'єру | Всього за кар'єру | 70        | 1         | 6     | 0     | 2         | 0         | 77     | 0      |

1. ↑  Кубок Швеції, Кубок Франції
2. ↑  Матчі в Лізі конференцій УЄФА

### Міжнародна статистика
Станом на 18 листопада 2024 
| Збірна            | Сезон             | Товариські | Товариські | Офіційні | Офіційні | Всього | Всього |
| Збірна            | Сезон             | Матчі      | Голи       | Матчі    | Голи     | Матчі  | Голи   |
| ----------------- | ----------------- | ---------- | ---------- | -------- | -------- | ------ | ------ |
| Гана              |                   |            |            |          |          |        |        |
| 2024              | 0                 | 0          | 1          | 0        | 1        | 0      |        |
| Всього за кар'єру | Всього за кар'єру | 0          | 0          | 1        | 0        | 1      | 0      |

### Матчі за збірну
Станом на 18 листопада 2024 
| Матчі Натаніеля Аджея за збірну Гани | Матчі Натаніеля Аджея за збірну Гани | Матчі Натаніеля Аджея за збірну Гани | Матчі Натаніеля Аджея за збірну Гани | Матчі Натаніеля Аджея за збірну Гани | Матчі Натаніеля Аджея за збірну Гани | Матчі Натаніеля Аджея за збірну Гани | Матчі Натаніеля Аджея за збірну Гани |
| №                                    | Дата                                 | Суперник                             | Рахунок                              | Голи                                 | Картки                               | Хвилини                              | Змагання                             |
| ------------------------------------ | ------------------------------------ | ------------------------------------ | ------------------------------------ | ------------------------------------ | ------------------------------------ | ------------------------------------ | ------------------------------------ |
| 1                                    | 18 листопада 2024                    | Нігер                                | 1–2                                  |                                      |                                      | 40'                                  | Відбіркові матчі КАН-2025            |

Всього: 1 матч / 0 голів; 0 перемог, 0 нічиє, 1 поразка.

## Досягнення
«Лор'ян»
- Переможець Ліги 2: 2024–25[25]